# Högnordiskt ängsfly
Högnordiskt ängsfly, Apamea exulis är en fjärilsart som beskrevs av Alexandre Louis Lefèbvre de Cérisy 1836. Högnordiskt ängsfly ingår i släktet Apamea och familjen nattflyn, Noctuidae. Arten har nyligen genom DNA-studier visat sig skild från Apamea zeta med populationer i Centraleuropa. Enligt den svenska rödlistan är arten otillräckligt studerad, DD, i Sverige. Högnordiskt ängsfly har en holarktisk utbredning. Endast sju fynd av arten är kända från Sverige, Två från Härjedalen och resten från olika delar av Lappland. Sannolikt är flera av dessa från tillfälliga populationer som kommit från stabilare förekomster i Norge. Det kan mycket väl finnas reproducerande okända populationer i Sverige, men arten är mycket svår att hitta då dess miljö finns i otillgängliga områden som sällan besöks. Artens livsmiljö är gläntor i fjällbjörkskog och ovan trädgränsen. Detta taxon är listat som en underart av Apamea zeta i Catalogue of Life.